# Білозубки
Білозубки, або білозубкові (Crocidurinae) — підродина землерийок з родини мідицевих (Soricidae), що обіймає низку родів, близьких до роду Білозубка (Crocidura).
Включає наступні роди:
- Crocidura (білозубка);
- Diplomesodon;
- Feroculus;
- Paracrocidura;
- Ruwenzorisorex;
- Scutisorex;
- Solisorex;
- Suncus (сункус);
- Sylvisorex.

| Панда | Це незавершена стаття з теріології. Ви можете допомогти проєкту, виправивши або дописавши її. |